# Jean-Étienne Liotard

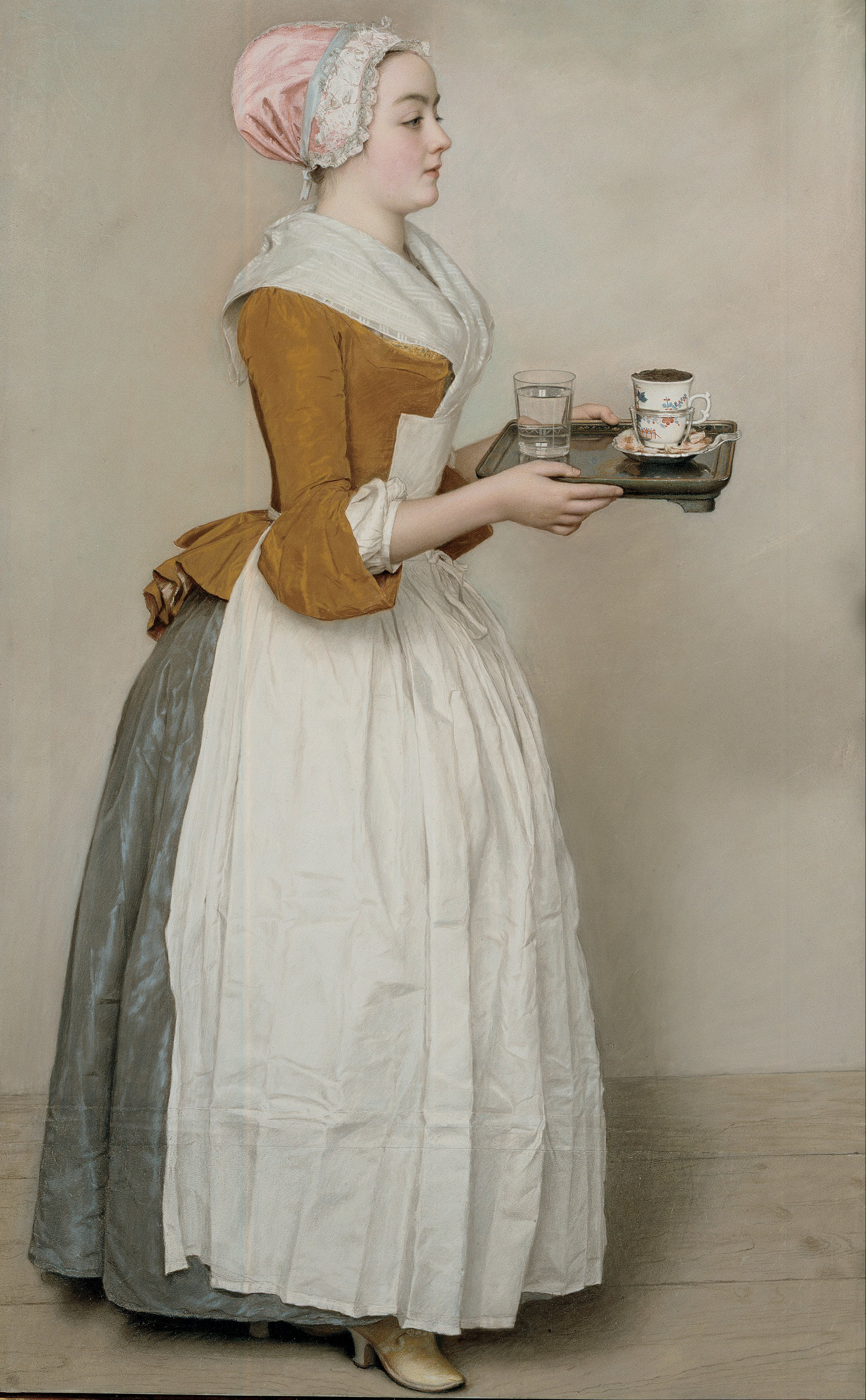
Jean-Étienne Liotard, La bella chocolatera (1744, Dresde, Gemäldegalerie)

Jean-Étienne Liotard (Ginebra, 22 de diciembre de 1702-12 de junio de 1789) fue un pintor, pastelista y grabador suizo del siglo XVIII, perteneciente al rococó.
Ya famoso en su tiempo, viajó y practicó su arte por toda Europa y hasta el Medio Oriente. Hombre libre y culto, este retratista pintó tanto a los poderosos como a los humildes. Su variada y prolífica obra ha sido reconsiderada desde la década de 2000 a través de numerosas retrospectivas.

## Biografía
Se formó en Italia y en París como esmaltador y miniaturista. Se especializó como pintor en cuadros de género y fue uno de los retratistas más requeridos de su época, especializándose en la técnica del pastel. 
Después de un viaje a Constantinopla (1738 - 1742) se estableció en Viena, donde fue nombrado pintor de la corte de los Habsburgo. El cargo le procuró notable fama, por lo que comenzó a relacionarse con la mejor aristocracia europea.
Transcurrieron sus últimos días en Ginebra, dedicándose a los bodegones. Falleció el 12 de junio de 1789.

## Obra
Liotard fue un artista muy versátil. Su fama depende en gran medida de sus pasteles, entre los que destacan el Retrato de mademoiselle Lavergne, conocido también como La bella de Lyon o La lectora (sobrina del pintor), y La bella chocolatera. Sin embargo, también han destacado entre los críticos sus pinturas en esmalte, sus grabados en cobre y sus pinturas en vidrio. Como experto en los antiguos maestros, Liotard escribió también un Tratado sobre los principios y normas de la pintura y como coleccionista llegó a vender a altos precios obras maestras que había adquirido en su etapa en Inglaterra.
Los museos de Ámsterdam, Berna y Ginebra son particularmente ricos en ejemplos de sus pinturas y pasteles. En París, el museo del Louvre tiene 42 de sus pasteles. En Londres, el Museo Victoria y Alberto exhibe el cuadro El turco sentado y el Museo Británico tiene dos de sus pasteles. Un retrato del artista se encuentra en la Sala dei pittori de la Galería Uffizi de Florencia.